# Minusińsk
Minusińsk (ros. Минусинск) – miasto w azjatyckiej części Rosji, w Kraju Krasnojarskim, nad Jenisejem. Około 67 tys. mieszkańców (2020).
W mieście rozwinął się przemysł elektrotechniczny, spożywczy, odzieżowy oraz meblarski.